# Pont de Moret
Le pont de Moret, parfois appelé en forme longue pont de Moret-sur-Loing, est un ouvrage d'art franchissant le Loing, situé à Moret-Loing-et-Orvanne, en France.
Il est partiellement inscrit aux monuments historiques depuis 1926. 

## Situation et accès

### Situation générale
L'ouvrage est situé au centre de Moret-sur-Loing, partie de Moret-Loing-et-Orvanne, entouré de la rivière du Loing, et plus largement au sud-ouest du département de Seine-et-Marne.

### Situation routière
Le franchissement s'effectue entre les points de repères no 3 et no 4 de la route départementale 302.

## Historique
Lors de la libération avec la progression de l'armée Patton, les troupes allemandes dynamitent le pont.

## Structure
Le pont est en arc en plein cintre. Son matériau est la pierre.

## Statut patrimonial et juridique
Les restes de l'ancien poste défendant le pont, comportant les parties extérieures de l'ancienne porte, la courtine et la tour sur la rivière font l'objet d'une inscription au titre des monuments historiques par arrêté du 17 juin 1926, en tant que propriété privée.

## Représentations culturelles

### Peinture

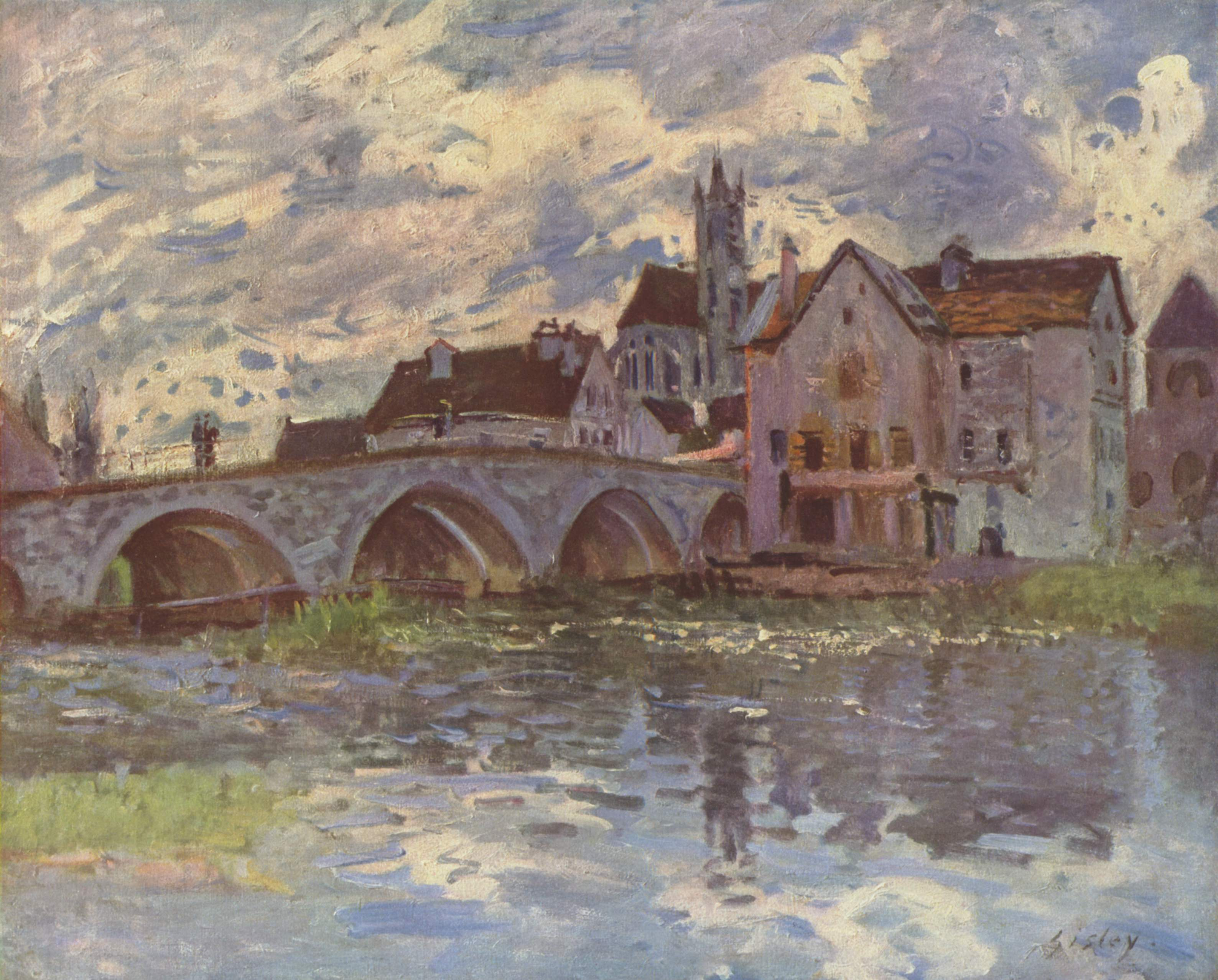
Pont de Moret, effet d'orage par Alfred Sisley.

- 1887 : Pont de Moret, effet d'orage par Alfred Sisley.